# Семашко (деревня)
Семашко (до 1948 — Айриккала, фин. Airikkala) — деревня в Полянском сельском поселении Выборгском районе Ленинградской области.

## Название
Согласно постановлению общего собрания колхозников колхоза «имени И. В. Сталина» зимой 1948 года деревне Айриккала было выбрано новое название — Лужки. Деидеологизированное название не удовлетворило комиссию по переименованиям и спустя несколько месяцев деревня получила другое название — Семашкино с обоснованием: «в память лейтенанта Семашко, похороненного в деревне Айриккала». Александр Платонович Семашко погиб в июне 1944 года.

## История
Деревня Айриккала являлась частью большой деревни Ваммелъярви, которая занимала всё восточное побережье одноимённого озера. Деревня Ваммелъярви состояла из двух частей — Айриккала и Мюттюниеми.
Главное, что отличало деревню Айриккала, это обилие русских дач. Начиная с конца XIX века, богатые петербуржцы осваивали малопригодные для земледелия пустоши Айриккала, превратив их в дачный посёлок. В деревне находился небольшой пансионат госпожи Ю. Крафф. На его территории находилось несколько гостиничных зданий, жилой дом для персонала, помещение для домашних животных, кафе, оранжерея, электростанция, большой гранитный погреб с ледником и небольшой кинотеатр. Все помещения были оборудованы водопроводом и канализацией. В парке были высажены редкие породы деревьев и декоративные кусты, а аллеи освещались электрическими фонарями. Пансионат действовал до 1918 года.

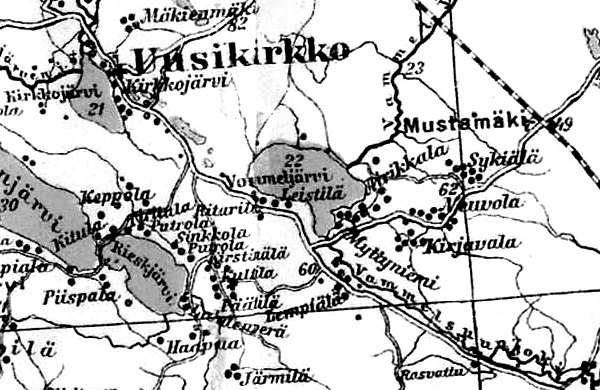
Деревня Айриккала на финской карте 1923 года

До 1939 года деревня Айриккала входила в состав волости Уусикиркко Выборгской губернии Финляндской республики.
С 1 мая 1940 года по 30 сентября 1948 года — в составе Мустамякского сельсовета Каннельярвского (Райволовского) района.
С 1 июля 1941 года по 31 мая 1944 года — финская оккупация. 
В 1945 году в деревне разместились советские переселенцы, деревню Айриккала объединили с деревней Сюкияля волости Каннельярви и организовали колхоз «имени И. В. Сталина». 
В 1946 году в колхозе «имени И. В. Сталина» был организован Государственный сортоиспытательный участок по зерновым культурам.
С 1 октября 1948 года в составе Горьковского сельсовета Рощинского района.
С 1 января 1949 года учитывается административными данными как деревня Семашко.
В 1954 году население деревни составляло 190 человек. В 1958 году население деревни составляло 56 человек.
С 1 января 1961 года — в составе Полянского сельсовета.
С 1 февраля 1963 года — в составе Выборгского района.
Согласно административным данным 1966, 1973 и 1990 годов деревня Семашко входила в состав Полянского  сельсовета.
В 1997 году в деревне Семашко Полянской волости проживали 8 человек, в 2002 году — 14 человек (русские — 86 %).
В 2007 году в деревне Семашко Полянского СП проживали 7 человек, в 2010 году — 17 человек.

## География
Деревня расположена в южной части района на автодороге 41К-093 (Белокаменка — Лебяжье).
Расстояние до административного центра поселения — 10 км.
Расстояние до ближайшей железнодорожной платформы Горьковское — 7 км. 
Деревня находится на южном берегу Гладышевского озера.

## Демография
| 2007 | 2010 | 2017 | 2021 |
| ---- | ---- | ---- | ---- |
| 7    | ↗17  | ↘6   | ↘4   |

## Улицы
Гладышевская, Горьковская, Дачная, Зелёная, Кленовая, Лесная, Озёрная, Садовая, Светлая, Сиреневая, Цветочная.